# Europarlamentari del Belgio della II legislatura
Gli europarlamentari del Belgio della II legislatura, eletti in occasione delle elezioni europee del 1984, furono i seguenti.

## Composizione storica
| Europarlamentare                        | Lista                                 | Gruppo |
| --------------------------------------- | ------------------------------------- | ------ |
| Luc Ch.H. Beyer de Ryke                 | Partito Riformatore Liberale          | LD     |
| Raphaël M.G. Chanterie                  | Partito Popolare Cristiano            | PPE    |
| Lambert V.J. Croux                      | Partito Popolare Cristiano            | PPE    |
| Rika M.R. De Backer-Van Ocken           | Partito Popolare Cristiano            | PPE    |
| Karel De Gucht                          | Partito della Libertà e del Progresso | LD     |
| Gérard Deprez                           | Partito Sociale Cristiano             | PPE    |
| August M.C. De Winter                   | Partito della Libertà e del Progresso | LD     |
| Daniel Ducarme                          | Partito Riformatore Liberale          | LD     |
| Raymonde M.E.A. Dury                    | Partito Socialista                    | SOC    |
| Ernest Glinne                           | Partito Socialista                    | SOC    |
| José H.G. Happart                       | Partito Socialista                    | NI     |
| Fernand H.J. Herman                     | Partito Sociale Cristiano             | PPE    |
| Willy H.G.J.M. Kuijpers                 | Unione Popolare                       | ARC    |
| Anne-Marie Lizin                        | Partito Socialista                    | SOC    |
| Pol M.E.E. Marck                        | Partito Popolare Cristiano            | PPE    |
| Marcel Gh.A.A. Remacle                  | Partito Socialista                    | SOC    |
| François M.G.A.Ch.F. Roelants Du Vivier | Ecolo                                 | ARC    |
| Paul M.J. Staes                         | Agalev                                | ARC    |
| Michel A.E.J. Toussaint                 | Partito Riformatore Liberale          | LD     |
| Jef L.E. Ulburghs                       | Partito Socialista Differente         | NI     |
| Jaak H.-A. Vandemeulebroucke            | Unione Popolare                       | ARC    |
| Marijke van Hemeldonck                  | Partito Socialista Differente         | SOC    |
| Karel A.L.H. Van Miert                  | Partito Socialista Differente         | SOC    |
| Willy Vernimmen                         | Partito Socialista Differente         | SOC    |

## Modifiche intervenute

### Partito Socialista Differente
- In data 04.11.1985 a Karel A.L.H. Van Miert subentra Alfons Boesmans.

### Partito Socialista
- In data 10.05.1988 a Anne-Marie Lizin subentra Claude J.-M.J. Desama.

### Partito Riformatore Liberale
- In data 12.11.1985 a Daniel Ducarme subentra Anne André-Léonard.